# Karel Beneš (biolog)
Karel Beneš (14. září 1932 Prachatice – 12. května 2006) byl český biolog, věnující se české rostlinné anatomii a cytologii.
Podílel se na založení Jihočeské univerzity, kde vyučoval kurzy související s jeho odbornou prací (převážně na Biologické fakultě). Od roku 1995 až do 2000 se zasloužil o založení a průběh bakalářského studia s názvem Biomedicínská laboratorní technika. Studium bylo určeno pro obory zdravotních laborantů ze středních odborných zdravotnických škol. Během tohoto bakalářského studia se převážně studentky měli obeznámit s dalšími odbornými metodami zpracování vzorků pro biologické vědy, zejména pro histologii, elektronovou mikroskopii, imunologii, genetiku, hematologii a klinickou biochemii jak v hodinách výuky, tak i na praxích v odborných laboratořích.
Dále vyučoval kurzy zabývající se metodologií a filosofií vědy (na Biologické a Teologické fakultě). Mimo to se zabýval tematikou mezioborových dialogů, zejména mezi teology a přírodovědci – mimo jiné zorganizoval na toto téma v Českých Budějovicích tři konference. Dlouhou dobu byl členem prezídia Křesťanské akademie.

## Dílo
V 2018 byla vydána jeho kniha s názvem: Karel Beneš: Apologia pro vita mea: Omluva mého života, Jana Opatrná (ed.),kol. Nakladatel: Nakladatelství Jihočeské univerzity 2018